# Lockdown - I musicisti non sono essenziali
Lockdown - i musicisti non sono essenziali è l'undicesimo album discografico del cantautore italiano Max Arduini, Il disco è stato rilasciato in formato digitale il 23 dicembre 2020.
Il 21 dicembre viene reso disponibile il primo singolo estratto, Ezechiele 25:17 presentato al Festival di Sanremo 2021.

## Tracce
Testi e musiche di Max Arduini, eccetto dove indicato.
1. Ezechiele 25:17 – 4:09
2. Folklore natalizio (Acoustic) – 3:52
3. Cieco cercai la luna di Troia – 4:24 (testo: Max Arduini – musica: Max Arduini, Valdimiro Buzi)
4. La verve del caratterista (Acoustic) – 5:24
5. Misteria maîtresse (Acoustic) – 6:07
6. Mademoiselle al dancing (Acoustic) – 5:28
7. Stravecchio LiCuore (Acoustic) – 4:51
8. Rebus (Live) – 4:42
9. Senegal (Piano e clarinetto) – 4:02
10. Gli anziani (piano e clarinetto) – 4:17 (testo: Max Arduini, Riccardo Pellegrini – musica: Max Arduini)
11. Ho un pezzo di cuore (Live) – 5:02
12. La casa dai tre tetti '95 (Live 2005) – 3:09

## Singoli
- Ezechiele 25:17
- Misteria Maîtresse

## Formazione
- Max Arduini  – voce, cori, tastiera,  pianoforte acoustic
- Valdimiro Buzi – piano, arrangiamenti, programmazione
- Adriano Medde – tastiera in Rebus
- Massimiliano Bianchi – clarinetto in Senegal e Gli anziani